# عبد الحليم المسعودي
عبد الحليم المسعودي، ولقبه الحقيقي الزغلامي، ولد في 01 جويلية 1965 في الجريصة، التي تقع في محافظة الكاف التونسية، وهو كاتب وناقد مسرحي وأستاذ جامعي ومنتج برامج ثقافية تلفزيونية. 

## حياته
عبد الحليم المسعودي، متحصل على الإجازة في الآداب واللغة العربية من كلية الآداب و العلوم الإنسانية 09 أفريل، اشتغل سابقًا منذ تسعينات القرن الماضي في الصحافة المكتوبة محررًا ثقافيًا ورئيسًا تحريريًا في جريدة «الصحافة» الحكومية التابعة لدار لابراس قبل دخوله التدريس الجامعي بعد حصوله على شهادة الدراسات المعمقة في الجماليات عن رسالة «جمالية الفضاء المسرحي» وحصل على الدكتوراه في نظريات وتقنيات الفنون عن أطروحته حول المسرح التونسي بعنوان «المسرح التونسي جدلية الجمالي والسياسي»، درّس الجماليات في المعهد العالي للفنون الجميلة بجامعة سوسة، والأدب المسرحي في كلية الآداب بجامعة منوبة ويدرّس حاليا النظريات والنقد المسرحي في المعهد العالي لفن المسرحي بتونس. عُين مستشارا في وزارة الثقافة التونسية (2018 – 2020). شارك في العديد من لجان التحكيم في المهرجانات المسرحية العربية، وأدار الندوات الفكرية في مهرجان أيام قرطاج المسرحية وساهم في العديد من الندوات المسرحية في العالم العربي (دمشق، عمان، الفجيرة، الإسكندرية، المنامة)، وأوروبا (ستراسبورغ، أدنبرة، روما، ميلانو).
كما أنه أنتج برامج ثقافية تلفزيونية ذات طابع فكري كبرنامج «مغربنا في التحرير والتنوير» بقناة نسمة الفضائية (2011 – 2016)، وبرنامج «جمهورية الثقافة» (2017 -) بالقناة الوطنية التونسية الأولى.

## المؤلفات
- القماط والأكفان، مقالات في الشأن العمومي، دار آفاق - برسبكتيف للنشر، تونس، 2014 - (ردمك: 9789938843286)[19]

- بازارات، محاولات في الشأن العمومي دار آفاق – برسبكتيف للنشر، تونس، 2015 [20]

- بورقيبة والمسرح، قراءة في أطياف بيان تأسيسي (دراسة)، دار آفاق للنشر، تونس، 2016[21]

- جمهورية الحمقى، نصوص، دار آفاق – برسبكتيف للنشر، تونس،2017 [22][23]

- النار والرماد، قراءة في تجربة فرقة المسرح الجديد (دراسة)، دار آفاق – برسبكتيف للنشر، تونس، 2018[24]

- المسرح التونسي، مسارات حداثة (دراسة) الشارقة: الهيئة العربية للمسرح، 2018 - (ردمك: 9789973752178)[25][26]

- الرُوهَة، (نص مسرحي)، دار مسكلياني للنشر، 2019[1][27][28][29]

- كعبة جهيمان، (نص مسرحي)، دار مسكلياني للنشر، 2020[30]

## البرامج التلفزية
- برنامج «مغربنا في التحرير والتنوير» (2011 - 2016) على قناة نسمة تونس[15][31]
- برنامج «جمهورية الثقافة» (2017 - إلى الآن) على القناة الوطنية التونسية [17]

## الجوائز
- 2013: جائزة أكاديميا التي تمنحها جامعة منوبة لأفضل برنامج ثقافي بالتلفزيونات التونسية عن برنامجه «مغربنا في التحرير والتنوير» على قناة نسمة [32]
- 2019: جائزة صلاح القصب للإبداع المسرحي التي تمنحها هيئة جائزة صلاح القصب للإبداع المسرحي العربي عن نصه المسرحي «الرُوهَة» [33]
- 2019: جائزة الأيسسكو[34] (المنظمة العالم الإسلامي للتربية والعلوم والثقافة) لأفضل إنتاج سمعي بصري في العالم العربي والإسلامي عن البرنامج الثقافي التنويري «جمهورية الثقافة» على القناة الوطنية التونسية الأولى في تظاهرة «تونس عاصمة الثقافة الإسلامية»، 2019.[35][36]
- 2019: الوسام الوطني للاستحقاق الثقافي (الصنف الرابع) وعدد 173 لسنة 2019 المؤرخ في 21 أكتوبر 2019 والذي منحه محمد الناصر القائم بمهام رئيس الجمهورية التونسية.[37][38]

## روابط خارجية
- وصلة لبرنامج «مغربنا في التحرير والتنوير» لعبد الحليم المسعودي على القناة الرسمية لقناة نسمة
- الركن الرسمي لبرنامج «جمهورية الثقافة» على القناة الوطنية التونسية
- مقال عن عبد الحليم المسعودي على قناة أندبندنت عربية